# آب‌انبار خوشاب
آب‌انبار خوشاب، آب‌انباری است مربوط به دوره قاجار که در دهستان حومه از توابع بخش مرکزی شهرستان فردوس واقع شده‌است. این اثر در تاریخ ۲۶ دی ۱۳۸۶ با شمارهٔ ثبت ۲۰۵۷۷ به‌عنوان یکی از آثار ملی ایران به ثبت رسیده است.